# Интерфаза
Интерфаза е период, през който клетката изпълнява основните си физиологични функции, нараства и се подготвя за делене. Това е най-продължителната фаза от клетъчния цикъл и по време на нея усилено се синтезират белтъци, рибонуклеинови киселини и вещества, богати на енергия (АТФ). Така клетката увеличава клетъчната си маса и се запасява с енергия. Най-същественото в подготовката на клетката за делене е удвояването на наследствения материал, т.е. репликацията на ДНК. По време на интерфазата, хроматинът не е кондензиран в хромозоми, което способства за активното транскрибиране на информацията му за извършване на основните функции на клетката.

## Периоди на интерфазата
Развитието на интерфазата може да се раздели на три периода:
- Пресинтетичен (G1) – клетката функционира нормално и нараства. Синтезира се голямо количество протеини и се увеличава броя на органелите.
- Синтетичен (S) – извършва се репликация и удвояване на ДНК
- Постсинтетичен (G2) – клетката възобновява растежа си и се подготвя за делене. Митохондриите и хлоропластите (при растенията) се умножават.

При диференцираните клетки, които повече не се делят, може да има и период на покой (G0). Той представлява или самостоятелен период, или просто удължен пресинтетичен период.
Съкратените названия на подфазите произтичат от английските названия Gap – „помеждутък“ и Synthesis – „синтез“.
Времетраенето на интерфазата и нейните подфази варира според вида клетка и вида организъм. Повечето клетки на бозайниците прекарват около 20 ч. в интерфаза, което възлиза на около 90% от пълния им клетъчен цикъл.